# O Bolha
O Bolha é uma telenovela brasileira produzida e exibida pela Band entre 21 de julho e 19 de setembro de 1969, em 45 capítulos, às 20h, substituindo Era Preciso Voltar e encerrando a dramaturgia do canal naquele momento. Escrita por Walter George Durst e Silvan Paezzo e dirigida por Marcos César. Foi gravada totalmente em externas, uma vez que incêndios haviam destruído os estúdios da emissora em 1969.
Conta com Antônio Rafael, Sônia Oiticica, Elaine Cristina, Claudete Troiano, Wanda Kosmo, Ênio Gonçalves, Jardel Mello e Edy Cerri nos papéis principais.

## Enredo
Nazim é um homem comum, casado e pai de duas filhas, que de tão comum é tratado com deboche no trabalho pelo chefe Costa, pelos amigos e pela cunhada Patrícia. De noite, porém, ele assume a identidade de O Bolha, um herói atrapalhado e determinado a combater o crime.

## Elenco
| Ator/Atriz       | Personagem               |
| ---------------- | ------------------------ |
| Antônio Rafael   | Nazim Oliveira / O Bolha |
| Sônia Oiticica   | Leila Oliveira           |
| Elaine Cristina  | Marcela Oliveira         |
| Claudete Troiano | Judith Oliveira          |
| Wanda Kosmo      | Patrícia Oliveira        |
| Ênio Gonçalves   | Costa                    |
| Jardel Mello     | Ibrahim                  |
| Edy Cerri        | Ângela                   |
| Xandó Batista    | Xande                    |
| Lourdes Rocha    | Maria Rosa               |
| Marta Greiss     | Yasmin                   |
| Paulo Villa      | Netinho                  |
| Roberto Marqes   | Juvenal                  |